# Alonsoa honoraria
Alonsoa honoraria là một loài thực vật có hoa trong họ Huyền sâm. Loài này được Grau mô tả khoa học đầu tiên năm 1999.